# Astyanax clavitaeniatus
Astyanax clavitaeniatus — це невеликий вид прісноводних риб, які мешкають у різних річках басейну Амазонки. Для нього характерна булавоподібна бічна смуга, звідки він і отримав свою наукову назву; «clava» означає «булава», а «taenia» означає «смуга». Це глибоководна риба з сріблястим основним забарвленням, що не є рідкістю для представників роду Astyanax. Його відмітини, включаючи плечову пляму та дві вертикальні коричневі смуги, вказують на те, що він є частиною видового комплексу, зосередженого навколо конгенера Astyanax bimaculatus.
Хоча йому не вистачає оцінки МСОП, A. clavitaeniatus має спільні риси з багатьма видами Astyanax, які, як відомо, є витривалими та адаптивними (іноді значною мірою). Ці подібності, а також широке середовище існування вказують на те, що вид має низький ризик. Інші елементи, які можуть впливати на його виживання, такі як дієта та поведінка, не були предметом великих досліджень.

## Таксономія
Astyanax clavitaeniatus був описаний у 2003 році разом із Astyanax siapae як частина переопису конгенеру Astyanax rupununi, який раніше вважався синонімом Astyanax bimaculatus. Усі чотири види є частиною видового комплексу A. bimaculatus, який також містив приблизно десяток інших видів, коли A. clavitaeniatus був описаний; це число регулярно змінюється, враховуючи складні філетичні зв'язки в ньому. Станом на 2011 рік видовий комплекс A. bimaculatus налічував щонайменше 20 видів. (Види в групі A. bimaculatus часто мають спільні елементи візерунка та забарвлення, включаючи A. clavitaeniatus, але можуть бути пов'язані генетичними ознаками, такими як хромосомний склад.)
Astyanax clativaeniatus не має відомих синонімів. Йому також бракує загальної назви; «булаво-смугаста тетра» та «булаво-смугастий астіанакс» були запропоновані на основі його наукової назви та фізичних дескрипторів.

### Етимологія
Назва роду «Astyanax» є натяком на «Іліаду», хоча причина не була зрозуміла в оригінальному тексті; Астіанакт був воїном Трої та сином принца Гектора. Однією з можливостей є те, що луска типового виду Astyanax argentatus, яка є великою та сріблястою, нагадувала дослідникам обладунки чи щити, які міг носити воїн. Назва виду «clavitaeniatus» походить з латинської мови, де «clava» означає «булава», а «taenia» означає «смуга» або «смуга», що стосується темної бічної смуги, яка поступово потовщується до хвоста, а потім різко звужується, призводить до форми палиці або палиці.

## Опис
Astyanax clavitaeniatus сягає приблизно 7,2 см (2,8 дюйм) стандартної довжини (SL, без хвостового плавника). Тіло глибоке, щонайменше 37,4 % довжини тіла (але зазвичай глибше), і трохи подовжене. Хвостовик товстий. Морда, злегка загострена, по довжині дорівнює або менше діаметра ока. Спинний плавець розташований у середині тіла і має 12 променів (3 розгалужених і 9 нерозгалужених). Є 19 променів хвостового плавника, 26-32 промені анального плавця, 8 або 9 променів черевного плавника і 12 або 13 променів грудного плавця. Ранні дослідження показали чіткі морфометричні відмінності між A. clavitaeniatus, A. siapae та A. rupununi, але більш сучасні розуміння визнають значне збігання між цими трьома.
Забарвлення, як правило, подібне до того, яке є у більшості видів комплексу A. bimaculatus. Як правило, тулуб варіюється від сріблястого до сріблясто-блакитного або сріблясто-зеленого, з темнішою спиною та блідішим животом. Існує чітка плечова пляма, округла або горизонтальна. Наявні дві вертикальні смуги темно-коричневого кольору, одна з яких перетинає плечову пляму, а інша 2 або 3 лусочки позаду. В інших представників комплексу часто є темна пляма на хвостовій ніжці, яка продовжується на промені плавців; A. clavitaeniatus не має хвостової плями та пігментації променів плавців, натомість має продовжену бічну смугу значно зменшеної ширини (приблизно 1/5 луски). Є також дві сріблясті плями над плечовою плямою, одна спереду, друга ззаду. У алкоголю колір залишається майже таким же, хоча з простим сріблом замість зелених або синіх відтінків. Плавці в основному прозорі.

### Статевий диморфізм
У зрілих самців A. clavitaeniatus тазовий і анальний плавці мають кісткові гачки на окремих променях анального і тазового плавців; різниці в забарвленні немає. Наявність кістяних гачків на деяких плавцях не є рідкістю у видів Astyanax, але вони рідко зустрічаються в інших представників родини Characidae. (Лише кілька видів Astyanax, таких як A. bagual, демонструють ці гачки на всіх плавцях.)

## Поширення та екологія
Astyanax clavitaeniatus спочатку був описаний з річки Суруму в Рораймі, Бразилія; Паратипи також були зібрані з річки Урарікоера, у затоці Фазенда Канада та затоці Пау Рочо. Інші екземпляри були зібрані з Ріо-Такуту, а також Ріу-Бранко та Ріу-Негро. Усі його місця існування перебувають у басейні Амазонки. Мало що було досліджено щодо його екології, наприклад дієти чи поведінки.
Хоча невідомо, що він широко ділиться своїм середовищем проживання з іншими видами Astyanax, він живе поряд з A. rupununi та A. bimaculatus у Ріо-Такуту. Інші симпатричні види включають представників родів Hemigrammus, Hyphessobrycon, Jupiaba та Moenkhausia, а також тетра Iguanodectes spilurus.

## Охоронний статус
Astyanax clavitaeniatus не був оцінений МСОП. Однак Інститут збереження біорізноманіття Чіко Мендеса вважає його видом, що викликає найменше занепокоєння («pouco preocupante»). Різноманітні подібні види Astyanax, у тому числі численні в комплексі A. bimaculatus, є надзвичайно витривалими та адаптованими видами, що, ймовірно, залишається у випадку A. clavitaeniatus.